# SV Eintracht Salzwedel 09
Der SV Eintracht Salzwedel 09 ist ein deutscher Sportverein aus Salzwedel im Altmarkkreis Salzwedel. Laut eigener Internetseite (Stand 2024) hat der Verein sieben Sportabteilungen, u. a. Fußball, Handball und Volleyball. Er nutzt hauptsächlich den städtischen Sportplatz „Flora“ bzw. für die Hallensportarten alle Hallen im Stadtgebiet.

## Geschichte

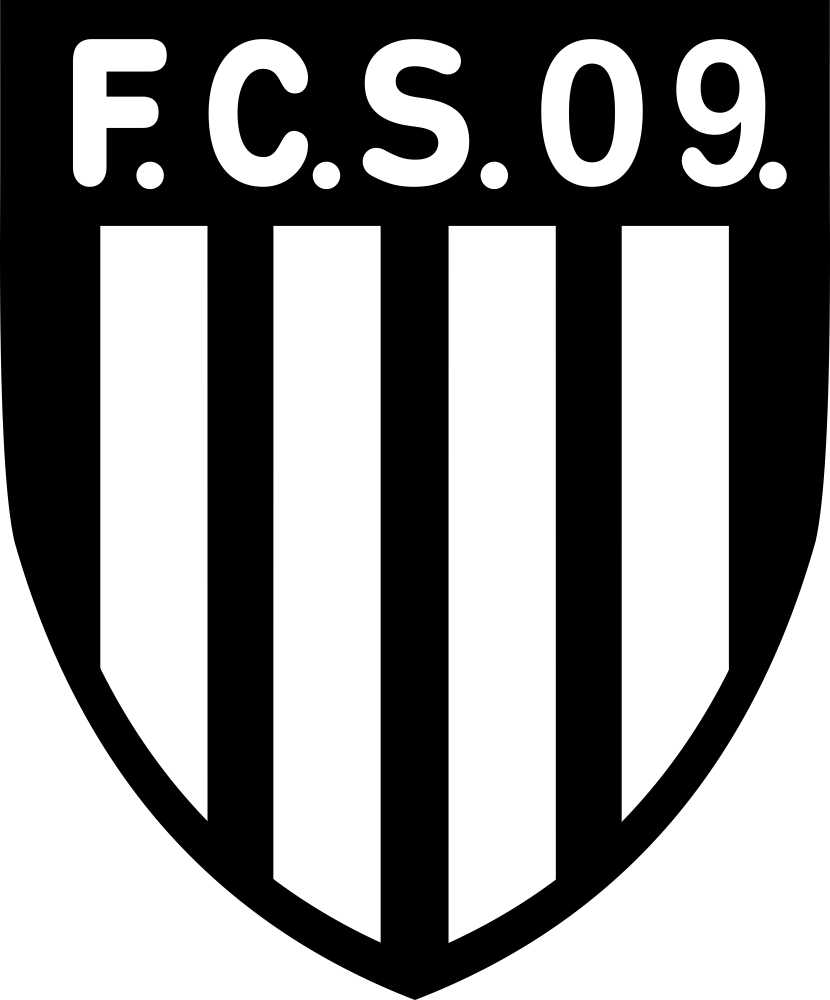
Historisches Logo des FC Salzwedel 09.

Die Entwicklung des Vereins führt zurück zum FC Salzwedel 09 und zum SV Eintracht Salzwedel, die bis 1945 existierten. 1946 wurde nach dem Verbot der bisherigen Sportvereine nach dem Zweiten Weltkrieg die Sportgemeinschaft „Salzwedel-Ost“ gebildet. 1948 gab sich die SG den Namen „Sport-Freunde Salzwedel“. Im Jahr 1949 schlossen sich die Sport-Freunde mit weiteren Sportgemeinschaften zur „Zentralen Sportgemeinschaft Geschwister Scholl Salzwedel“ (ZSG) zusammen. Im Rahmen des Systems der Betriebssportgemeinschaften (BSG) übernahmen die staatlichen Verwaltungsbetriebe Salzwedels die ZSG und gründeten am 4. Februar 1951 die „BSG Einheit Salzwedel“ mit mehreren Sportsektionen. 1966 wechselte der Trägerbetrieb und damit auch der Name der BSG, die nun bis zum Ende der DDR BSG Motor Salzwedel hieß. 1989 fusionierte die BSG Motor mit der BSG Traktor Brietz zum SV Motor Salzwedel/Brietz und 1990 erfolgte die Neugründung als „SV Eintracht Salzwedel 09“.

## Fußballabteilung
Der FC Salzwedel 09 und der SV Eintracht Salzwedel spielten bis 1933 mehrere Jahre in den erstklassigen Gauligen Jeetze und Altmark. Der FC Salzwedel 09 nahm 1923/24, 1924/25 und 1927/28 als Gaumeister Jeetzes an der mitteldeutschen Fußballmeisterschaft teil.
1947/48 beteiligte sich die SG Salzwedel-Ost an der 1. Fußball-Ostzonenmeisterschaft. Über den Gewinn der Meisterschaft im Fußballbezirk Altmark erreichte die SG das Viertelfinale Sachsen-Anhalt vor, wo die Mannschaft jedoch den Sportfreunden Burg mit 2:4 unterlag. 1948/49 spielte die SG in der Landesklasse Sachsen-Anhalt, der zu dieser Zeit höchsten Spielklasse der Ostzone und belegte am Saisonende den 8. Platz in der Nordstaffel. Die ZSG belegte 1949/50 in der inzwischen zweitklassigen Landesklasse Nord den 4. Platz. In der Saison 1950/51 war die ZSG Salzwedel in der drittklassigen Landesliga Sachsen-Anhalt vertreten, konnte sich aber nicht für die 1952 neu geschaffene Bezirksliga Magdeburg qualifizieren. In den folgenden Jahren stand die BSG Einheit in Konkurrenz mit den Salzwedeler Betriebssportgemeinschaften Lokomotive und Aktivist und stieg erst 1986 in die drittklassige Bezirksliga auf. Dort war sie jedoch nur für zwei Spielzeiten bis 1988 vertreten.
Nach Einführung des DFB-Spielsystems spielte der SV Eintracht zunächst ab 1991 jeweils für ein Jahr in der Bezirksliga und in der Verbandsliga Sachsen-Anhalt. Seit dem Jahrtausendwechsel war die sechstklassige Landesliga viele Jahre die sportliche Heimat der Eintracht-Mannschaft. Nach dem Abstieg in der Saison 2012/13 spielten die Salzwedeler zehn Jahre lang in der siebtklassigen Landesklasse, bevor in der Saison 2022/23 der Wiederaufstieg in die Landesliga gelang. Hier konnte sich der Verein nur zwei Spielzeiten halten und spielt aktuell (2024/25) wieder siebtklassig.